# Katowicki Holding Węglowy

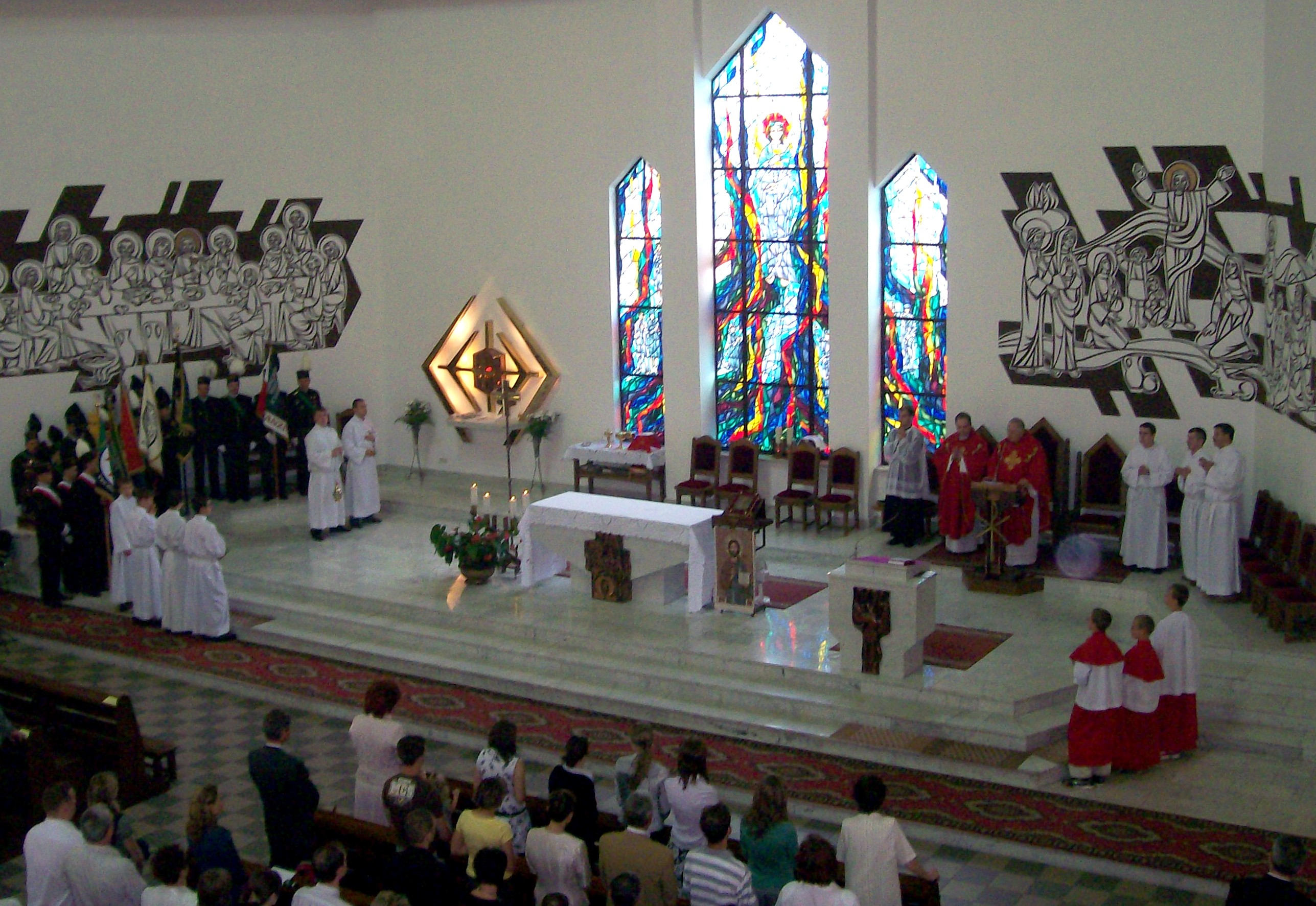
Uroczysta msza św. w dniu 29.06. 2008, w intencji pracowników Katowickiego Holdingu Węglowego

Katowicki Holding Węglowy S.A. – pierwsza spółka Skarbu Państwa działająca w polskim przemyśle węgla kamiennego. Powstała 29 czerwca 1993 roku w wyniku połączenia 11 kopalń, będących jednoosobowymi spółkami Skarbu Państwa:
1. Kopalnia Węgla Kamiennego „Murcki” S.A. z siedzibą w Katowicach,
2. Kopalnia Węgla Kamiennego Kazimierz-Juliusz S.A. z siedzibą w Sosnowcu,(zlikwidowana)
3. Kopalnia Węgla Kamiennego „Katowice” S.A. z siedzibą w Katowicach (zlikwidowana)
4. Kopalnia Węgla Kamiennego „Śląsk” S.A. z siedzibą w Rudzie Śląskiej,(zlikwidowana)
5. Kopalnia Węgla Kamiennego Niwka-Modrzejów S.A. z siedzibą w Sosnowcu (zlikwidowana w 1999 r.)
6. Kopalnia Węgla Kamiennego „Kleofas” S.A. z siedzibą w Katowicach (zlikwidowana),
7. Kopalnia Węgla Kamiennego „Wujek” S.A. z siedzibą w Katowicach,
8. Kopalnia Węgla Kamiennego „Wesoła” S.A. z siedzibą w Mysłowicach,
9. Kopalnia Węgla Kamiennego „Wieczorek” S.A. z siedzibą w Katowicach,(zlikwidowana)
10. Kopalnia Węgla Kamiennego Mysłowice S.A. z siedzibą w Mysłowicach,
11. Kopalnia Węgla Kamiennego „Staszic” S.A. z siedzibą w Katowicach,

Katowicki Holding Węglowy produkował rocznie około 17,5 mln ton wysokojakościowych sortymentów handlowych węgla. Siedziba holdingu znajduje się w Katowicach przy ulicy Konstantego Damrota.
W roku 2013 kapitał własny spółki wynosił 1,483 mld zł. Zysk netto wyniósł 44,24 mln zł, Ogólne przychody spółki w roku 2013 wyniosły ponad 3829  mln złotych, przychody ze sprzedaży wyniosły ponad 3647 mln złotych, a zatrudnienie 17,7 tys. osób. Od 2001 roku spółka nie przyniosła straty.
W skład holdingu wchodzą:
- Kopalnia Węgla Kamiennego „Wieczorek”
- Kopalnia Węgla Kamiennego „Wujek”
- Kopalnia Węgla Kamiennego „Mysłowice-Wesoła”
- Kopalnia Węgla Kamiennego „Murcki-Staszic”

1 kwietnia 2017 kopalnie te przejęła Polska Grupa Górnicza.
KHW SA jest właścicielem względnie współwłaścicielem wielu krajowych spółek prawa handlowego o zróżnicowanym profilu działania. Firmy te w powiązaniu z Holdingiem tworzą Katowicką Grupę Kapitałową. Można tu wyróżnić takie spółki jak:
- Zakłady Energetyki Cieplnej w Katowicach SA,
- Katowicki Węgiel Sp. z o.o.,
- Śląsko-Dąbrowska Spółka Mieszkaniowa Sp. z o.o.,
- Spółka Szkoleniowa Sp. z o.o.[4].

## Proces restrukturyzacji
- W 1996 roku kopalnie „Katowice” i „Kleofas” zostały połączone, przyjmując nazwę „Katowice-Kleofas”. W tym samym roku KWK „Niwka-Modrzejów” oraz KWK „Kazimierz-Juliusz” przekształcone zostały w spółki z ograniczoną odpowiedzialnością.
- W 1999 roku postawiono w stan likwidacji KWK „Katowice-Kleofas” – Ruch II (dawną kopalnię „Katowice”) oraz KWK „Niwka-Modrzejów”.
- W listopadzie 2004 roku zakończono wydobycie w KWK „Katowice –Kleofas”. Kopalnia została przekazana SRK SA w celu likwidacji zakładu górniczego.
- 1 stycznia 2005 roku nastąpiło połączenie kopalń „Śląsk” i „Wujek” w jeden zakład górniczy pod nazwą KWK „Wujek”
- 1 stycznia 2006 roku wykreślono ze struktury KHW SA  KWK „Katowice-Kleofas”; pozostała niezagospodarowana część majątku tej kopalni została przekazana do KWK „Staszic”.
- 1 stycznia 2007 nastąpiło połączenie kopalń „Mysłowice” i „Wesoła” w centrum wydobywcze „Mysłowice-Wesoła”
- 1 stycznia 2009 kopalnie "Murcki" i "Staszic" połączone zostały w jeden zakład  górniczy o nazwie KWK "Murcki Staszic".
- 1 kwietnia 2017 kopalnie KHW przejęła Polska Grupa Górnicza.

W 2013 roku KHW był jedną ze spółek skarbu państwa, w których Najwyższa Izba Kontroli stwierdziła "rażące nieprawidłowości" w zakresie wydatków mogące wskazywać na zjawiska korupcyjne
W 2014 roku doszło do katastrofy górniczej w kopalni "Mysłowice-Wesoła".

## Prywatyzacja
Temat prywatyzacji jest obecny od 2003 roku kiedy Ministerstwo Skarbu Państwa ogłosiło przetarg na wybór doradcy w procesie prywatyzacji Katowickiego Holdingu Węglowego. W listopadzie 2007 odbyło się referendum w sprawie częściowej prywatyzacji przez giełdę Katowickiego Holdingu Węglowego. Spośród ponad 16,2 tys. głosujących pracowników spółki 52 procent wyraziło zgodę na prywatyzację.

## Planowane zmiany w działalności wydobywczej
- kończenie prac ruchu Mysłowice w KWK "Mysłowice-Wesoła"
- zakończenie wydobycia przez KWK "Wieczorek", przejęcie reszty zasobów przez wydobycie od strony KWK "Murcki–Staszic"
- połączenie KWK "Murcki–Staszic" i "Mysłowice–Wesoła" we wspólną strukturę organizacyjną „Megakopalnię”

## Podziemne zgazowanie węgla
24 marca 2014 roku w kopalni „Wieczorek” należącej do Holdingu rozpoczął się eksperyment podziemnego zgazowania węgla w złożu. Prace finansuje Narodowe Centrum Badań i Rozwoju w ramach zadania badawczego: „Opracowanie technologii zgazowania węgla dla wysokoefektywnej produkcji paliw i energii elektrycznej” Celem badań jest opracowanie własnej technologii podziemnego zgazowania węgla zweryfikowanej w skali pilotowej.